# 维也纳大学经济学系
维也纳大学经济学系（Institut für Volkswirtschaftslehre；Department of Economics）是维也纳大学经济学院下设的学系之一，是奧地利學派的发源地，拥有来自世界各国的35名全职教授。

## 历史沿革
经济学于1763年来到维也纳大学，当时约翰·弗莱赫尔·冯·索南费尔斯（Johann Freiherr von Sonnenfels）被玛丽亚·特蕾西亚皇后任命为法学院的国家科学教授。他及其继任者向未来国家雇员的高层教授理性管理的艺术，这一方向盛行了大约100年。
1870年后，维也纳大学成为世界领先的经济理论中心之一。卡爾·門格爾、弗里德里希·馮·維塞爾、歐根·博姆-巴維克等奧地利學派创始人均是经济学系教授，培养出弗里茨·马赫卢普和奥斯卡·摩根斯特恩等著名经济学家。约瑟夫·熊彼特和弗里德里希·哈耶克在此获得博士学位。
第一次世界大战后，由于种种原因，奧地利學派在维也纳大学经济学系的影响力下降。奥地利大学的知识氛围变得相当保守，对自由主义思想充满敌意，而公共生活各个领域的反犹主义日益增长，导致大多数奥地利学派思想家在1930年代移居英国和美国。奥斯卡·摩根斯特恩是1938年3月德国占领奥地利后被迫离开大学的著名经济学家之一，与约翰·冯·诺伊曼一道为博弈论的先驱。
二战后的很长一段时间内，该系对现代经济学尤其是其分析方法保持相当封闭，就像在大多数其他德语大学一样。对现代经济理论的兴趣只是在60年代后期才开始增加。

## 学位设置
- 学士：经济学
- 硕士：经济学；應用經濟學；经济与金融研究；哲学与经济学[註 1]
- 博士：经济学[2]